# Cores litúrgicas na Igreja Católica Apostólica Romana
As cores litúrgicas na Igreja Católica Apostólica Romana são reguladas pelo nº. 346 da vigente Instrução Geral do Missal Romano (doravante, IGMR), 3a. edição típica, promulgada em março de 2002 juntamente com a nova edição do Missal Romano. A IGMR estabelece que seja sempre observado o uso tradicional, mas as Conferências Episcopais podem determinar e propor à Santa Sé adaptações que correspondam às necessidades e ao caráter de cada povo.
As cores aprovadas pela IGMR, segundo o uso tradicional, e seus respectivos tempos de uso ao longo do ano litúrgico são o branco, o vermelho, o verde, o roxo, o preto e o rosa. O uso de diversas cores na liturgia da Igreja Católica surgiu dos significados místicos atribuídos a cada uma delas. Cores não previstas diretamente na IGMR, como dourado, prateado e azul serão discutidas abaixo.

## Branco

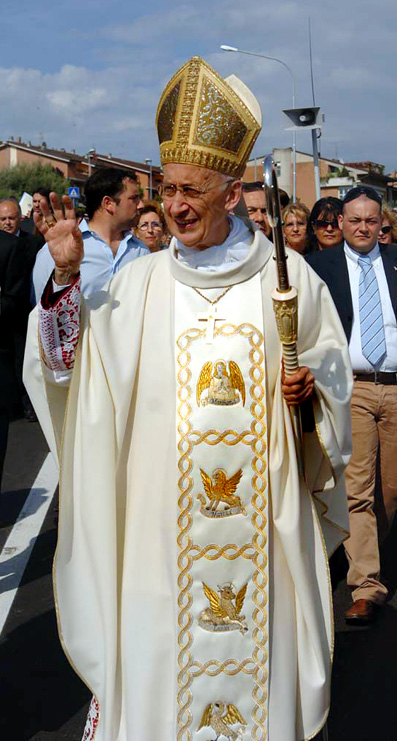
Cardeal Camillo Ruini com a casula branca

O branco é usado nos Ofícios e Missas do Tempo Pascal e do Natal do Senhor, bem como nas suas festas e memórias, exceto as da Paixão; nas festas e memórias da Bem-av. Virgem Maria, dos Santos Anjos, dos Santos não Mártires, na festa de Todos os Santos (1 de Novembro), na Natividade de São João Batista (24 de Junho), na festa de São João Evangelista (27 de Dezembro), da Cátedra de São Pedro (22 de Fevereiro) e da Conversão de São Paulo (25 de Janeiro). O branco é símbolo da luz, tipificando a inocência e a pureza, a alegria e a glória.

## Vermelho

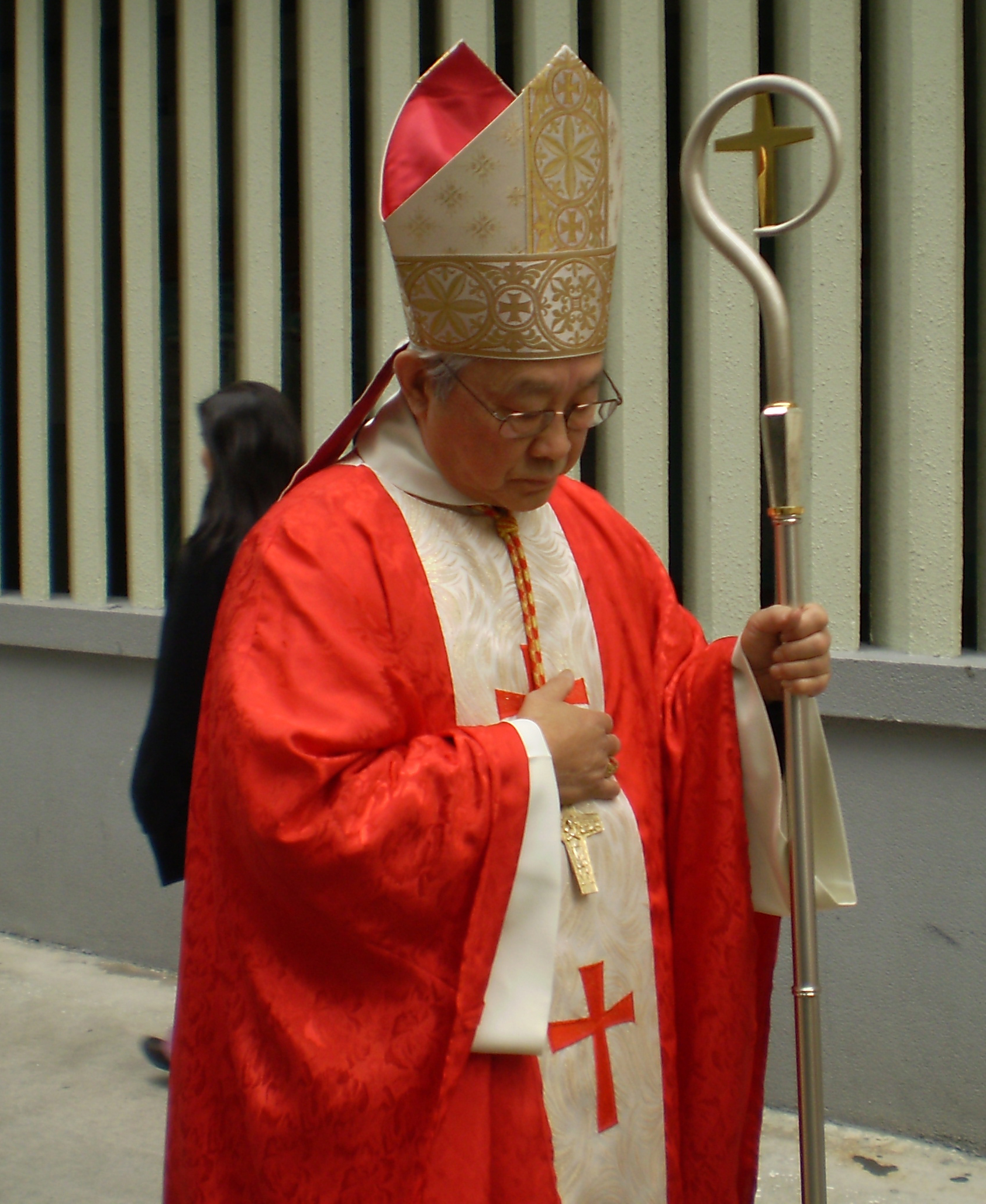
Cardeal Joseph Zen Ze Kiun com a casula vermelha

O vermelho é usado no Domingo de ramos e na Sexta-feira Santa; no domingo de Pentecostes, nas celebrações da Paixão do Senhor, nas festas dos Apóstolos e Evangelistas (com exceção de São João), e nas celebrações dos Santos Mártires. Simboliza as línguas de fogo em Pentecostes e o sangue derramado por Cristo e pelos mártires, além de indicar a caridade inflamante.

## Verde

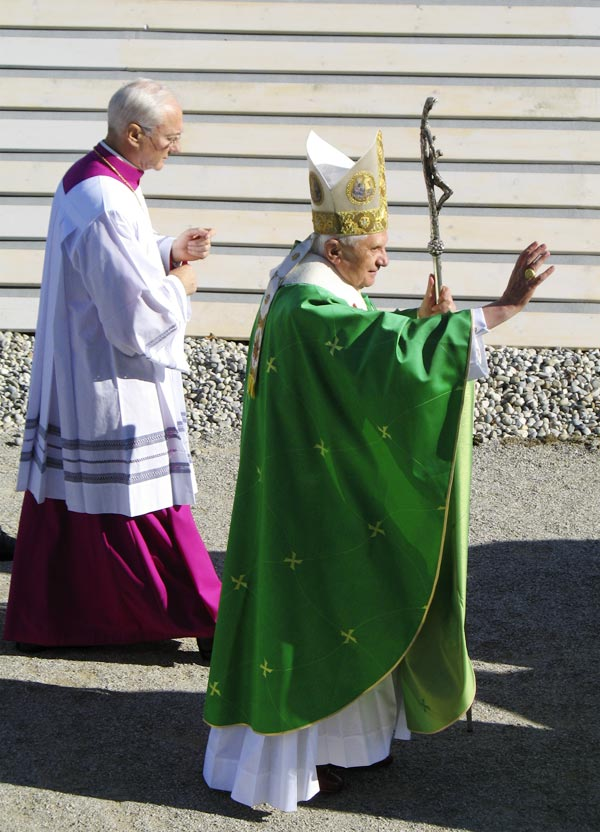
S.S. Bento XVI com os paramentos verdes

O verde usa-se nos Ofícios e Missas do Tempo Comum. Simboliza a cor das plantas e árvores, prenunciando a esperança da vida eterna.

## Roxo

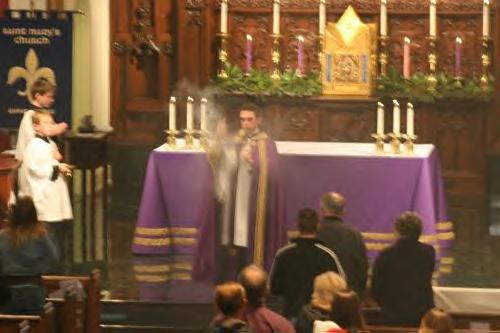
Altar coberto com alfaias roxas durante o Advento

O roxo  usado no Tempo do Advento e no Tempo Quaresmal.
O Roxo no Advento: O roxo no advento não significa penitência, mas um recolhimento, uma purificação da vida pela justiça e pela verdade, preparando os caminhos do Senhor.
O Roxo vem acompanhado do sentido de um recolhimento que alimenta uma esperança.
O Roxo na Quaresma: Aqui o roxo se refere a uma profunda interiorização num tempo forte de penitência e conversão, de jejum e oração.
É também uma espera por um grande acontecimento, que nos convoca a uma preparação adequada.

## Preto
O preto pode ser usado, onde for o costume, nas Missas pelos mortos. Denota um símbolo de luto, significando a tristeza da morte e a escuridão do sepulcro. Ao contrário do que pensam muitos clérigos e leigos, a cor preta não foi abolida nem pela IGMR anterior (que acompanhava o Missal de S.S. Papa Paulo VI) nem pelo atual. Segue sendo uma opção para a missa pelos mortos, onde for costume utilizá-la. No Brasil, contudo, o uso do preto nas celebrações pelos fiéis defuntos foi, na prática, abolido, havendo sido substituído pelo uso do roxo, uso este facultado pela própria IGMR. Isto não constitui óbice, contudo, para que um clérigo venha a utilizar paramentos negros.

## Rosa

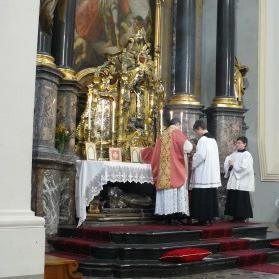
Sacerdote celebrando a missa Tridentina com Casula da cor Rosa

O rosa, variação mais clara do roxo, representa uma quebra na austeridade do Advento e da Quaresma, simbolizando uma alegria contida, podendo ser usada nos domingos Gaudete (III do Advento) e Lætare (IV da Quaresma), ocasiões em que também poderá ser utilizado o roxo.

## Dourado

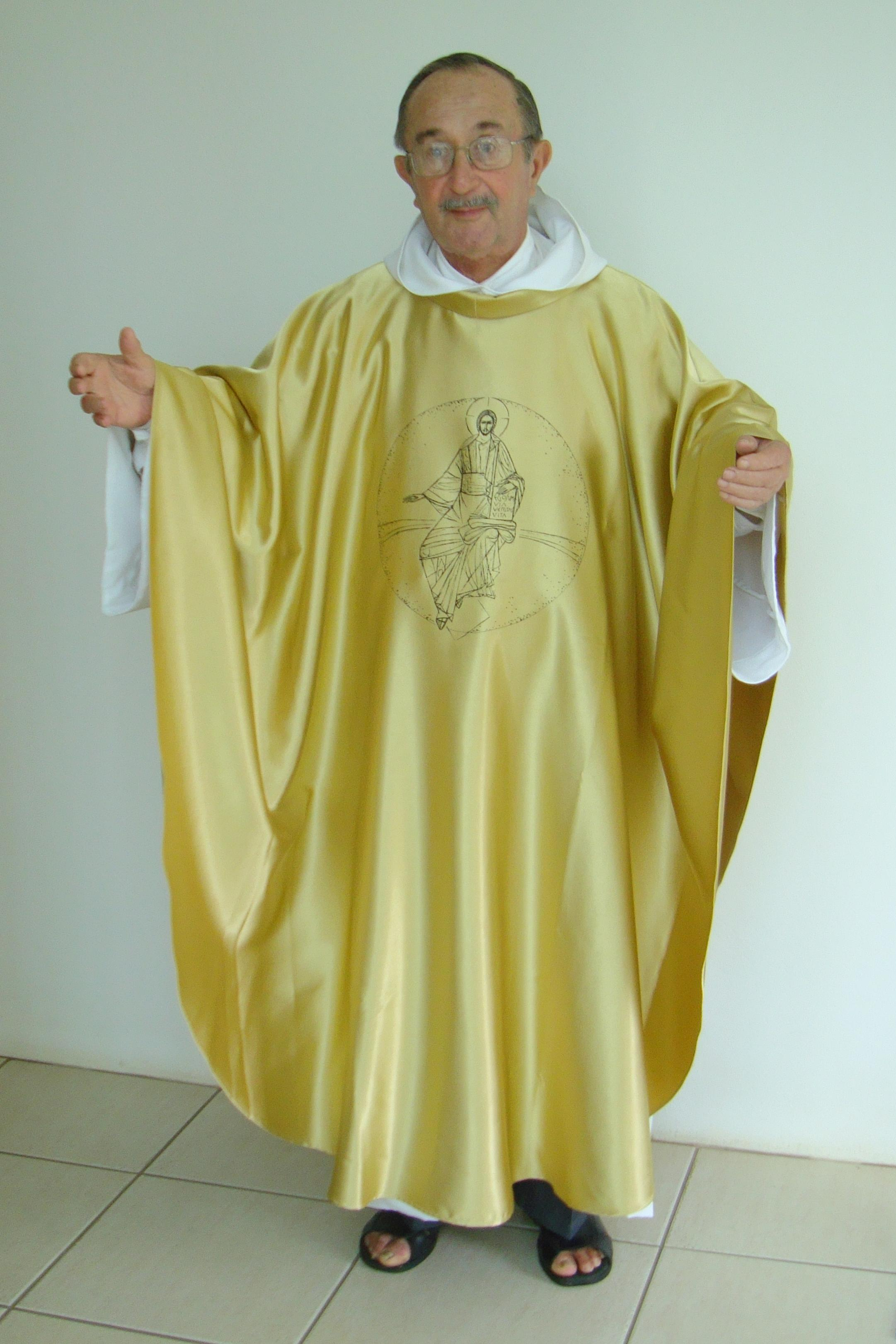
Casula dourada com desenho do Cristo do Novo Milênio encomendado pela Santa Sé a Cláudio Pastro

O dourado pode substituir todas as outras cores (branco, vermelho, verde), menos o preto e o roxo.

## Cores não previstas na I.G.M.R.
Encontram-se com frequência em uso cores não previstas diretamente na IGMR. Analisa-se abaixo as mais comuns dentre elas.

### Cores para dias festivos

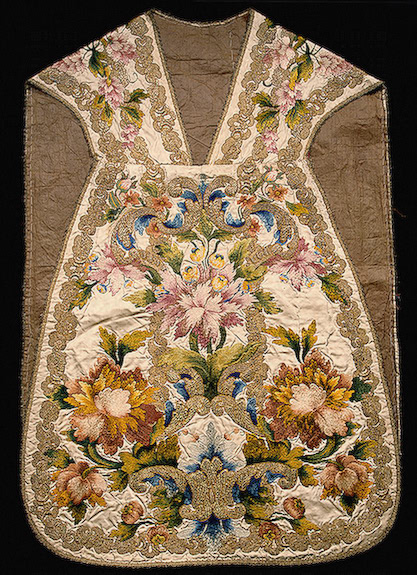
Casula festiva

A nova IGMR não repete, em sua edição latina, o texto do antigo nº. 309, que estabelecia: "Em dias de maior solenidade podem ser usadas vestes litúrgicas mais nobres, mesmo que não sejam da cor do dia." Contudo, a manutenção de tal norma subjaz à interpretação do atual nº. 347 (antigo 310), ao estatuir que "As Missas Rituais são celebradas com a cor própria, a branca ou a festiva;". Ora, se as missas rituais podem ser celebradas facultativamente com a cor própria do dia ou com a cor branca ou com a festiva, compreende-se que a festiva seria precisamente aquela espécie de vestes mais nobres, ainda que não sejam da cor do dia, como estava no antigo nº. 309. Um exemplo patente de uso de veste festiva na Liturgia são as cores dourada e prateada em substituição ao branco, uso ademais bastante difundido pelo Brasil e pelo mundo. Outro exemplo interessante foi o uso de uma casula multicolorida por S.S. João Paulo II quando da abertura da Porta Santa no Ano Jubilar de 2000 D.C.
Contudo, deve-se estar atento ao aviso feito na Instrução Redemptionis Sacramentum pela Congregação para o Culto Divino e a Disciplina dos Sacramentos: “Esta faculdade, que também se aplica adequadamente aos ornamentos fabricados há muitos anos, a fim de conservar o patrimônio da Igreja, é impróprio estendê-las às inovações, para que assim não se percam os costumes transmitidos e o sentido de que estas normas da tradição não sofram menosprezo, pelo uso de formas e cores de acordo com a inclinação de cada um. Quando seja um dia festivo, os ornamentos sagrados de cor dourado ou prateado podem substituir os de outras cores, exceto os de cor preta.”

### Azul
Cabe também mencionar o uso litúrgico da cor azul para Festas e Solenidades da Santíssima Virgem Maria. O azul não é uma das cores litúrgicas previstas pela IGMR, mas seu uso é largamente difundido no Brasil, Portugal e alhures. A origem de seu uso litúrgico moderno parece remontar a um privilégio papal dado a algumas dioceses espanholas para uso na Solenidade da Imaculada Conceição. Segundo o Pe. Polycarpus Rado, : "A cor cerúlea foi usada no medievo, sendo agora permitida apenas em algumas dioceses da Espanha na festa da Imaculada Conceição e nas missas de sábado." O privilégio teria sido estendido aos países da América Latina de colonização espanhola, bem como às Filipinas (também ex-colônia espanhola). Em Portugal, haveria o privilégio do uso litúrgico do azul na Solenidade da Imaculada Conceição em favor das celebrações realizadas na Capela de S. Miguel da Universidade de Coimbra, em razão da defesa do dogma da Imaculada Conceição por esta secular instituição acadêmica. O privilégio também se estenderia à Áustria e à Baviera, à Arquidiocese de Los Angeles, à Arquidiocese de Saint Louis (EUA), aos carmelitas, aos beneditinos ingleses, ao Instituto Cristo Rei e Sacerdote e a alguns santuários marianos.
Alguns liturgistas exprobam o uso de uma cor não autorizada na Liturgia. Contudo, podem-se utilizar os seguintes argumentos na defesa de seu uso litúrgico:
1) Sabendo-se que o costume também é fonte do Direito canônico, poder-se-ia argumentar que o azul para festas marianas incorporou-se, por via consuetudinária, às cores litúrgicas da Igreja.
2) Se a IGMR permite que paramentos festivos de outra cor que não a do dia sejam usados em ocasiões especiais (por exemplo, o dourado e o prateado, ambos não previstos na edição latina da IGMR), como explicado acima, não há razão por que impedir o azul nas festas de Maria Santíssima.